# Casa Tomàs Rosell
La Casa Tomàs Rosell és una obra eclèctica de Tarragona protegida com a Bé Cultural d'Interès Local. Aquest edifici fou encarregat per Tomàs Rosell a Ramon Minguella Rubio al març de 1888.

## Descripció
Edifici d'habitatges amb dues importants façanes, una dona a la Rambla Nova i l'altra al carrer Sant Francesc, exemples interessants de l'arquitectura historicista de principis del segle xx, la disposició i ordenació de la façana recorda a l'edifici d'habitatges de la Baixada de la Misericòrdia, 7. Ocupa una parcel·la molt regular que permet obrir sis buits a la Rambla Nova i fins a quatre al carrer de Sant Francesc. L'edifici és de planta baixa, tres pisos i golfes. Els baixos són de pedra escairada. En la manera de situar l'ornamentació de la façana, així com en la mida de les obertures, es busca establir una ordenació jeràrquica. La planta noble té balconada seguida. A l'alçat del carrer de la Rambla Nova hi ha una sèrie de formes imitant pilastres estriades i permòdols prefabricats que separen verticalment l'edifici en dos cossos simètrics. Horitzontalment, les cornises situades a l'altura dels forjats separen cinc franges. Els trencaaigües i les decoracions de cornises i mènsules estan inspirades en motius historicistes. Els baixos originals eren de pedra escairada, aquesta part de l'edifici es va malmetre i avui en dia s'ha tornat a revestir.
Pel que fa al ritme de les obertures a la façana principal tots són balconades i en l'alçat lateral s'ha combinat la finestra i els balcons. Cal destacar la qualitat dels motius ornamentals i en l'ús del ferro forjat i colat amb un elaborat treball del picapedrer. Tot l'interès de la construcció rau en la decoració de caràcter historicista, en la disposició acadèmica dels balcons, en la disposició harmònica amb la resta d'alçats.